# Beauty and the Beat (album des Go-Go's)

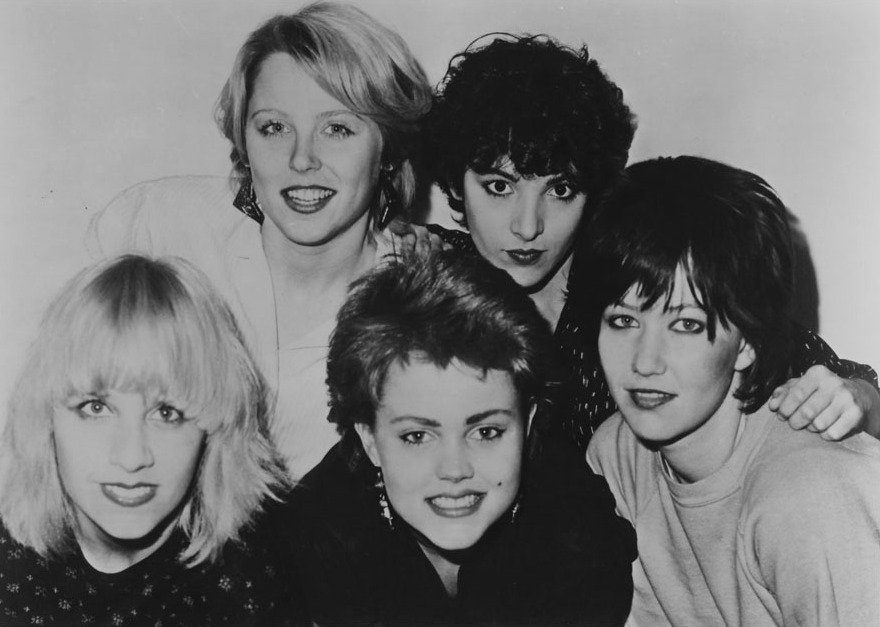
Les Go-Go's en 1981, photo promotionnelle pour l'album.

Pour les articles homonymes, voir Beauty and the Beat.
Albums de The Go-Go's
Vacation
(1982)
Beauty and the Beat est le premier album du groupe The Go-Go's, sorti en 1981.

## L'album
Il reste six semaines à la première place du classement du Billboard 200. Rolling Stone le classe à la 414e place de son classement des 500 meilleurs albums de tous les temps. Il fait partie des 1001 albums qu'il faut avoir écoutés dans sa vie. 

### Liste des titres
1. Our Lips Are Sealed (en) (Jane Wiedlin, Terry Hall) (2:45)
2. How Much More (Charlotte Caffey, Wiedlin) (3:06)
3. Tonite (Caffey, Wiedlin, Peter Case) (3:35)
4. Lust to Love (Caffey, Wiedlin) (4:04)
5. This Town (Caffey, Wiedlin) (3:20)
6. We Got the Beat (Caffey) (2:36)
7. Fading Fast (Caffey) (3:41)
8. Automatic (Wiedlin) (3:07)
9. You Can't Walk in Your Sleep (If You Can't Sleep) (Caffey, Wiedlin) (2:54)
10. Skidmarks on My Heart (Caffey, Belinda Carlisle) (3:06)
11. Can't Stop the World (Kathy Valentine) (3:20)

### Musiciennes
- Belinda Carlisle : voix
- Charlotte Caffey : guitare, guitare électrique, claviers, voix
- Gina Schock : batterie, percussions
- Kathy Valentine : basse, voix
- Jane Wiedlin : guitare rythmique, voix

## Certifications
| Pays                  | Certification |
| --------------------- | ------------- |
| Canada (Music Canada) | Platine       |
| États-Unis (RIAA)     | 2 × Platine   |